# Soprabito

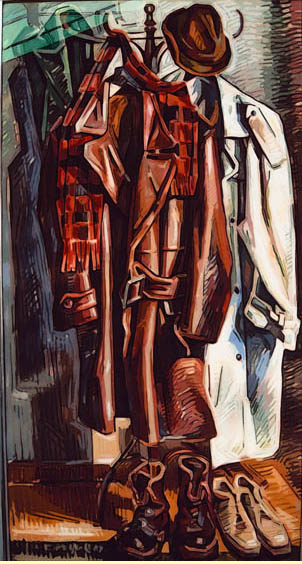
Garderobe, pastello di von Carsten Eggers (1991)

Con il termine soprabito al giorno d'oggi si intende un indumento sia maschile che femminile, che si indossa sopra i vestiti e in particolare sopra il torso e che, in alcuni casi si allunga fino alle ginocchia. Lo scopo del soprabito è quello di difendere il corpo umano dal freddo o dagli agenti atmosferici, di apparire al pubblico in maniera elegante e come indumento simbolico per sacerdoti e suore.
In passato con il termine "soprabito" si intendeva unicamente una veste civile da uomo, simile ad una tunica, ma abbottonata sul davanti e con doppio petto rovesciato.

## Tipi di soprabiti

### Cappotti
- Cappotto è un soprabito di lana che scende fino alle ginocchia.
- Caban è un cappotto militare dotato di doppiopetto, generalmente molto ampio e sportivo e con due tasche verticali, quasi sempre di colore blu scuro.
- Montgomery è un cappotto, prevalentemente da uomo, dotato di cappuccio e con allacciatura con alamari.
- Chesterfield (il più classico e diffuso dei cappotti) è un lungo soprabito, dal taglio dritto, monopetto o doppiopetto generalmente presentato in nero, grigio, blu, beige e talpa; il colletto è talora in velluto nero. In genere ha una lunghezza che arriva più o meno alle ginocchia, ma può essere anche più lungo (fin quasi alle caviglie). Presenta in genere uno spacco sul retro. Se monopetto, l'allacciatura è in genere a due, tre o quattro bottoni, ma può arrivare sino al collo; le maniche possono essere regolari con imbottitura o raglan. Può essere infine provvisto di una cinghia dello stesso materiale del capo (in genere lana, cammello o cashmere).
- Paletot è un cappotto rigorosamente doppiopetto con revers a lancia, a sei bottoni, di cui due allacciabili, benché possano essere anche quattro di cui uno allacciabile (in ogni caso i bottoni ornamentali sommitali sono distanziati, a conferire una forma a V). Si distingue inoltre dal chesterfield per essere piuttosto sciancrato e un po' svasato, oltre ad essere privo di spacchi sul retro. In genere è lungo almeno sino alle ginocchia.

### Giubbotti
- Giubbotto è un soprabito di cotone o di panno, ricoperto con fodera in poliestere.
- Bomber è un giubbotto utilizzato in campo militare.
- Chiodo è un giubbotto di pelle.
- Piumino è un giubbotto realizzato in piuma d'oca o di altro animale.
- Gilet imbottito è un giubbotto sprovvisto di maniche.
- Anorak o parka è un giubbotto impermeabile fornito di cappuccio.
- Eskimo è un giubbotto con cappuccio bordato di pelo.

### Impermeabili
- Impermeabile è un soprabito costituito da materiale impermeabile.
- Cerata è un tipo di impermeabile fatto di tela cerata, utilizzato principalmente in ambito marinaresco.
- Trench è un tipo di impermeabile a doppio petto con cintura.

### Mantelli
- Mantello è un soprabito sprovvisto di maniche, completamente aperto sul davanti, e che si indossa sopra le spalle.
- Tabarro è un mantello a ruota da uomo.
- Mackintosh è un mantello impermeabile.
- Kalasiris era un mantello indossato da uomini e da donne nell'antico Egitto, costituito da una camicia e da una gonna stretta con una cintura che saliva fino al collo. Poteva essere dotato di maniche.
- Burnus è un mantello da uomo con cappuccio di lana usato nel Nordafrica dai Berberi.
- Frock coat è un mantello da uomo, dotato di maniche, che scende fino alle ginocchia ed ha uno spacco nella parte posteriore.

## Soprabiti di vario genere
- Pelliccia: è un soprabito femminile costituito da pelle di animale conciata, naturale oppure sintetica.
- Tunica: è un cappotto completamente chiuso.
- Zimarra: è un lungo soprabito maschile riccamente guarnito.
- Caffettano: è un cappotto da uomo di cotone o di lana.
- Greca è un soprabito lungo fino alle caviglie che viene utilizzato sopra l'abito talare.
- Pastrano era un soprabito da ferraiolo, indossato un tempo dai poveri.
- Gellaba è la tradizionale tunica, generalmente di colore blu (ampia, comoda e in grado di difendere dal caldo), indossata da molte tribù del deserto.
- Redingote è un soprabito intermedio tra il mantello ed il cappotto.
- Vestaglia è un soprabito per la casa, che si indossa solo sopra il pigiama.
- Hacking jacket è un soprabito da cavallerizzo.